# 東庫克 (明尼蘇達州)
東庫克（英語：East Cook）是位於美國明尼蘇達州庫克縣的一個未組織地區。

## 地方資料
東庫克的面積為1133.83平方千米，當中陸地面積為1023.07平方千米，而水域面積為110.76平方千米。根據2020年美國人口普查的數據，當地共有人口905人，而人口密度為每平方千米0.8人。